# Старый Чиркей
Старый Чиркей — упразднённое село в Буйнакском районе Дагестана. На момент упразднения являлось административным центром Чиркеевского сельсовета. В 1950 году объединено с селом Новый Чиркей в населённый пункт — село Чиркей. В 1970 году территория села была затоплена водами Чиркейского водохранилища.

## Географическое положение
Располагалось на левом берегу реки Сулак в месте впадения в него реки Ахсу, в 7,6 км к юго-востоку от села Чиркей.

## История
В период Кавказской войны жители села принимали активное участие в боях на стороне имамата. Село несколько раз было разрушено царскими войсками. В 1841 году жители села были насильственно переселены на правый берега реки Сулак к Евгеньевскому укреплению, а село заброшено. В 1867 году большая часть жителей села вновь переселилась на старое место и «возобновило» старое село. После восстановления села, в административном отношении оно оказалось включено в состав Салатавского участка Нагорного округа (с 1869 г. в составе Хасавюртовского округа) Терской области. В 1874 году селение состояло из 580 хозяйств. По данным на 1926 год село состояло из 719 хозяйств. В административном отношении являлось центром Черкеевского сельсовета Буйнакского района. В 1910-е годы передано в состав Темир-Хан-Шуринского округа Дагестанской области. В 1929 году образован колхоз имени Молотова (с 1957 г. колхоз имени У. Буйнакского). В 1950 году объединено с селом Новый Чиркей в населённый пункт — село Чиркей.

## Население
| Численность населения | Численность населения | Численность населения | Численность населения | Численность населения | Численность населения |
| 1874                  | 1889                  | 1908                  | 1914                  | 1926                  | 1939                  |
| --------------------- | --------------------- | --------------------- | --------------------- | --------------------- | --------------------- |
| 2310                  | ↗2810                 | ↘2796                 | ↗3715                 | ↘2640                 | ↗2836                 |

По переписи 1926 года в селе Старый Чиркей проживало 2640 человек (1315 мужчин и 1325 женщин), из которых: аварцы — 100 %.